# Licuala ferruginea
Licuala ferruginea là loài thực vật có hoa thuộc họ Arecaceae. Loài này được Becc. mô tả khoa học đầu tiên năm 1892.

## Hình ảnh

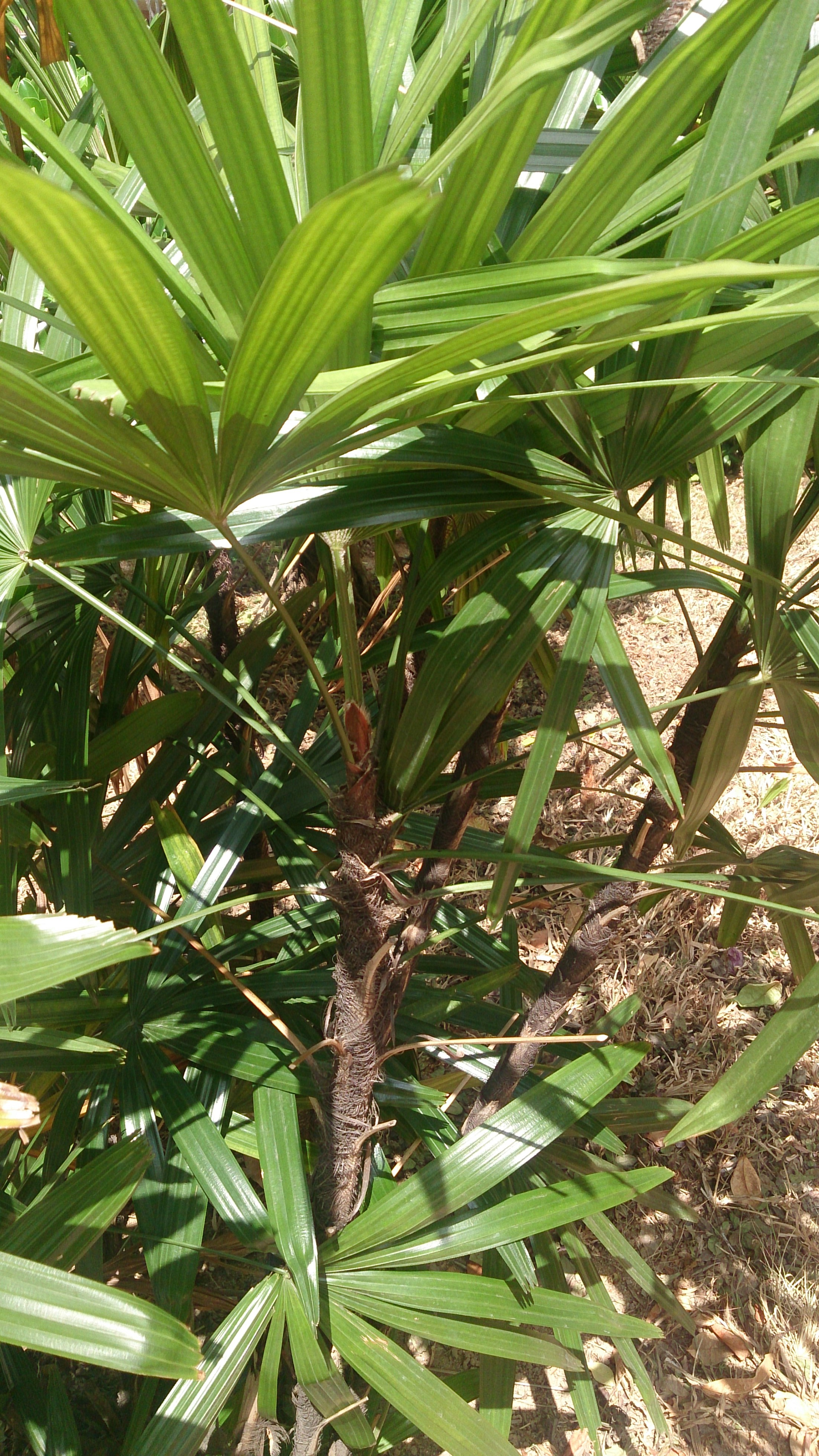
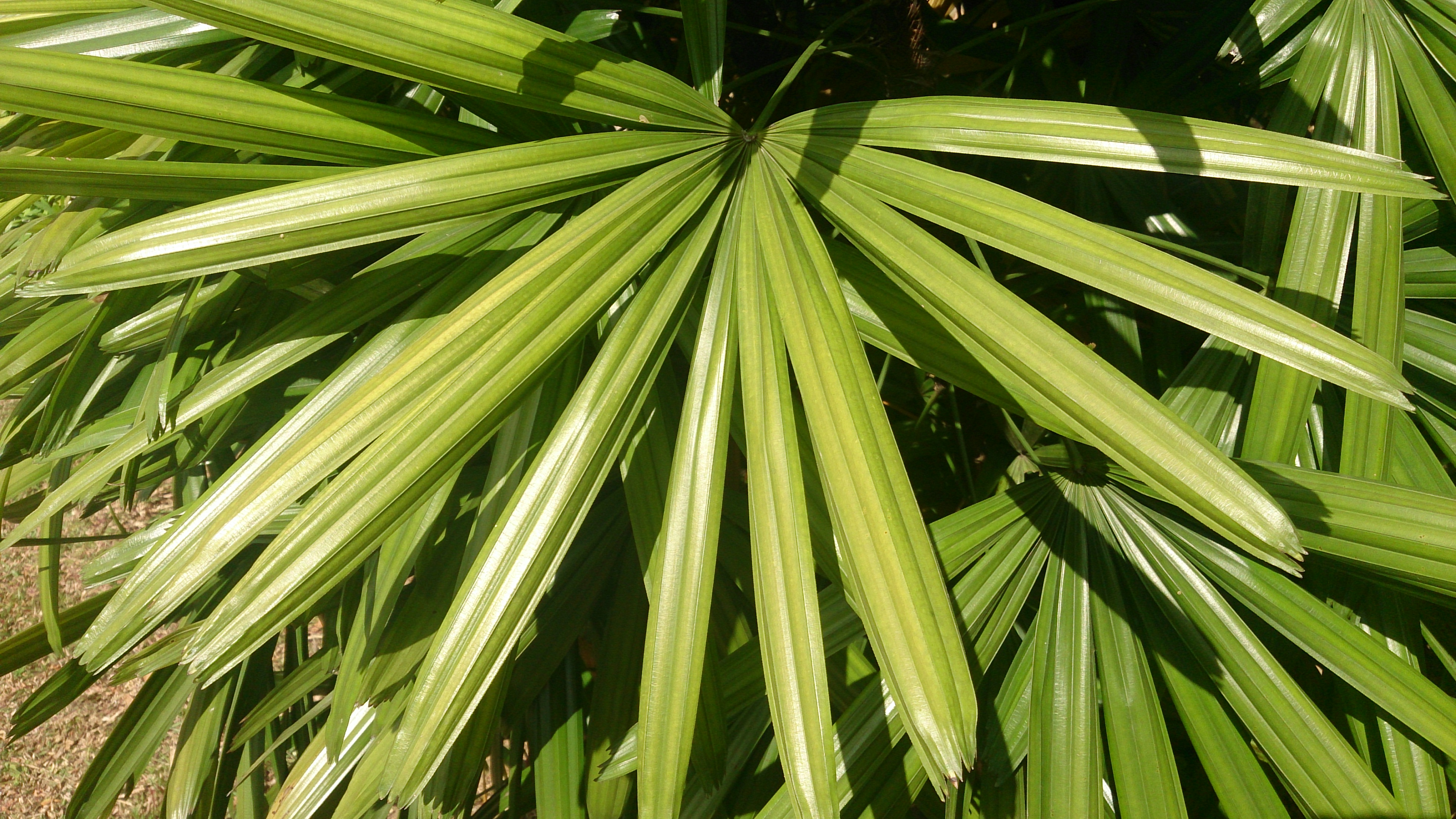
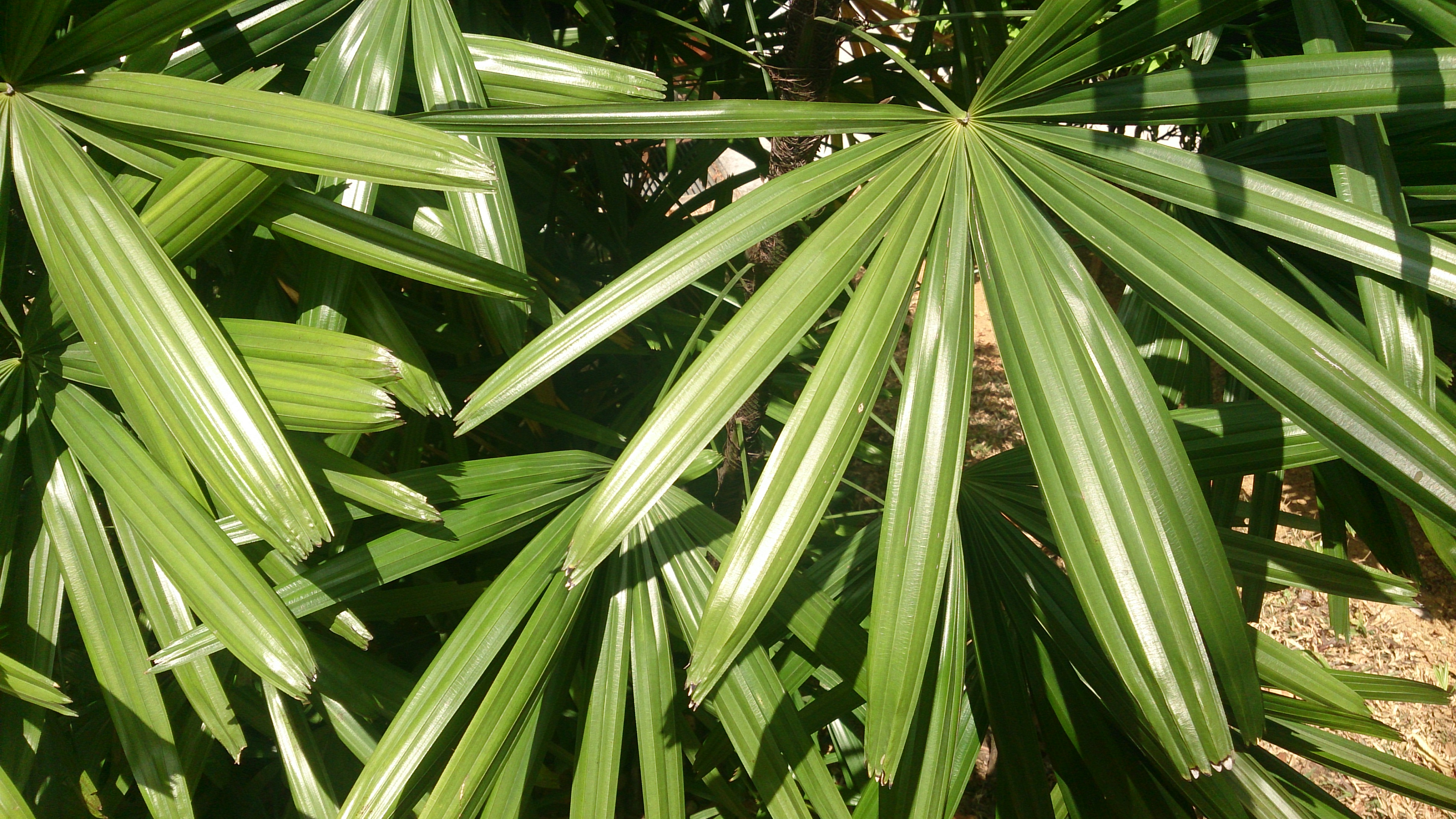